# Comarca de Nova Andradina
A Comarca de Nova Andradina é uma comarca brasileira localizada no município de Nova Andradina, no estado de Mato Grosso do Sul, a 300 quilômetros da capital.

## Generalidades
Sendo uma comarca de segunda entrância, tem uma superfície total de 4,7 mil km², o que totaliza 1,2% da superfície total do estado. A povoação total da comarca é de 45,6 mil habitantes, aproximadamente o 1,5% do total da povoação estadual, e a densidade de povoação é de 9,5 habitantes por km².
A comarca inclui apenas o município de Nova Andradina. Limita-se com as comarcas de Ribas do Rio Pardo, Rio Brilhante, Angélica e Ivinhema.
Economicamente possui PIB de R$ 771 132 000,00 PIB per capita R$ 16 911,16
Atualmente a Comarca de Nova Andradina conta com quatro varas, assim dispostas:
1.ª Vara Cível Residual - Titularizada pela MM. Juíza de Direito Ellen Priscile Xandu Kaster Franco
2.ª Vara Cível Residual - Titularizada pelo MM. Juiz de Direito Robson Celeste Candelorio
3.ª Vara de Família, Sucessões, Infância e Juventude e Violência Doméstica - Vacante
Vara Criminal - Titularizada pelo MM. Juiz de Direito José Henrique Kaster Franco.